# Kishore Jena
Kishore Jena (* 6. September 1995 in Brahmagiri, Odisha) ist ein indischer Leichtathlet, der sich auf den Speerwurf spezialisiert hat. 2023 gewann er die Silbermedaille bei den Asienspielen in Hangzhou.

## Sportliche Laufbahn
Erste internationale Erfahrungen sammelte Kishore Jena im Jahr 2023, als er bei den Weltmeisterschaften in Budapest mit einer Weite von 84,77 m im Finale den fünften Platz belegte. Anschließend gewann er bei den Asienspielen in Hangzhou mit 87,54 m die Silbermedaille hinter seinem Landsmann Neeraj Chopra. Im Jahr darauf schied er bei den Olympischen Sommerspielen in Paris mit 80,73 m in der Qualifikationsrunde aus.